# Charles Pratt Jr.
Pour les articles homonymes, voir Pratt.
Charles Pratt Jr., né le 6 janvier 1955, est un scénariste, réalisateur et producteur américain.

## Biographie
Charles Pratt Jr. est le fils de Charles A. Pratt et le père de Chelsea Pratt.

## Filmographie

### Comme scénariste

#### Télévision
- 1984 : Santa Barbara
- 1985 : Dynastie 2 : Les Colby
- 1990 : La Fête à la maison
- 1990 : Gabriel Bird
- 1993 : Melrose Place
- 1994 : Models Inc.
- 1997 : Sunset Beach
- 2000 : Titans
- 2004-2006 : Hôpital central
- 2008- 2009: La force du destin (All my Children).
- 2014-2016: Les Feux de l'amour

#### Cinéma
- 1984 : The Initiation

### Comme réalisateur
- 1992 : Melrose Place
- 1997 : Brentwood
- 1998 : Beverly Hills 90210

### Comme producteur

#### Télévision
- 1984 : Santa Barbara
- 1992 : Melrose Place
- 1994 : Models Inc.
- 2000 : Titans
- 2004 : Desperate Housewives
- 2006 : Secrets of a Small Town
- 2006 : Ugly Betty
- 2015-2016: Les Feux de l'amour (coproducteur, avec Jill Farren Phelps, depuis le 16/01/2015, puis avec Mal Young depuis le 08/06/2016).

#### Cinéma
- 2000 : Cruelles intentions

## Récompenses et nominations

### Récompenses
- 1989 Daytime Emmy Awards (Outstanding Drama Series Writing Team) avec Santa Barbara
- 1991 Daytime Emmy Awards (Outstanding Drama Series Writing Team) avec Santa Barbara
- 2003 Daytime Emmy Awards (Outstanding Drama Series Writing Team) avec Hôpital central
- 2005 Daytime Emmy Awards (Outstanding Drama Series) avec Hôpital central
- 2006 Daytime Emmy Awards (Outstanding Drama Series) avec Hôpital central

### Nominations
- 1998 WGA Award (Daytime Serials) avec Sunset Beach
- 2004 Daytime Emmy Awards (Outstanding Drama Series Writing Team) avec Hôpital central
- 2005 Daytime Emmy Awards (Outstanding Drama Series Writing Team) avec Hôpital central